# Запорожец (Рыбницкий район)
Запоро́жец — село в Рыбницком районе непризнанной Приднестровской Молдавской Республики. Вместе с сёлами Мокра, Бессарабка и Шевченко входит в состав Мокрянского сельсовета.